# Gaio-comum
Gaio-eurasiático ou gaio-comum (Garrulus glandarius) é uma ave da família Corvidae.

## Características
É uma grande ave dos bosques, com cauda comprida, asas arredondadas e plumagem muito característica. Tem um comprimento de 33 a 36 cm (envergadura de 54 a 58 cm) e um peso de 140 a 190 g. Tem uma coroa malhada de preto e branco, um bigode preto, dorso e ventre castanho rosado. As asas e a cauda são pretas, com o uropígio e parte interna das asas brancas, ambos muito visíveis em voo. Apresenta uma mancha azul iridescente, com riscas finas pretas e brancas, nas grandes coberturas primárias, muito característica.
- Longevidade: 18 anos

Em cativeiro, se bem tratado, pode chegar aos 21, 22 e até aos 23 anos, mas, como acontece com maior parte da aves de Portugal é protegida, e por isso não pode ser capturada, a não ser para usos científicos. Este animal encontra-ser principalmente em florestas folhosas e de bastante mato, onde se possam esconder e reproduzir sem serem incomodados pelos predadores.

## Distribuição
O gaio-comum pode ser encontrado numa vasta área que vai desde a Europa Ocidental até ao noroeste africano, passando por toda a Ásia continental e sudoeste asiático. Nas zonas mais frias (Suécia, Noruega e Polónia), as populações de gaios-comuns, migram no Outono para regiões mais a sul onde os Invernos são menos rigorosos.

## Habitat
Os gaios-comuns não se sentem à vontade em terrenos abertos. Vivem geralmente em matas de folha caduca, de coníferas e mistas ou bosques pouco desenvolvidos, mas podem inclusive viver em parques e jardins de pequenas e grandes cidades.

## Reprodução

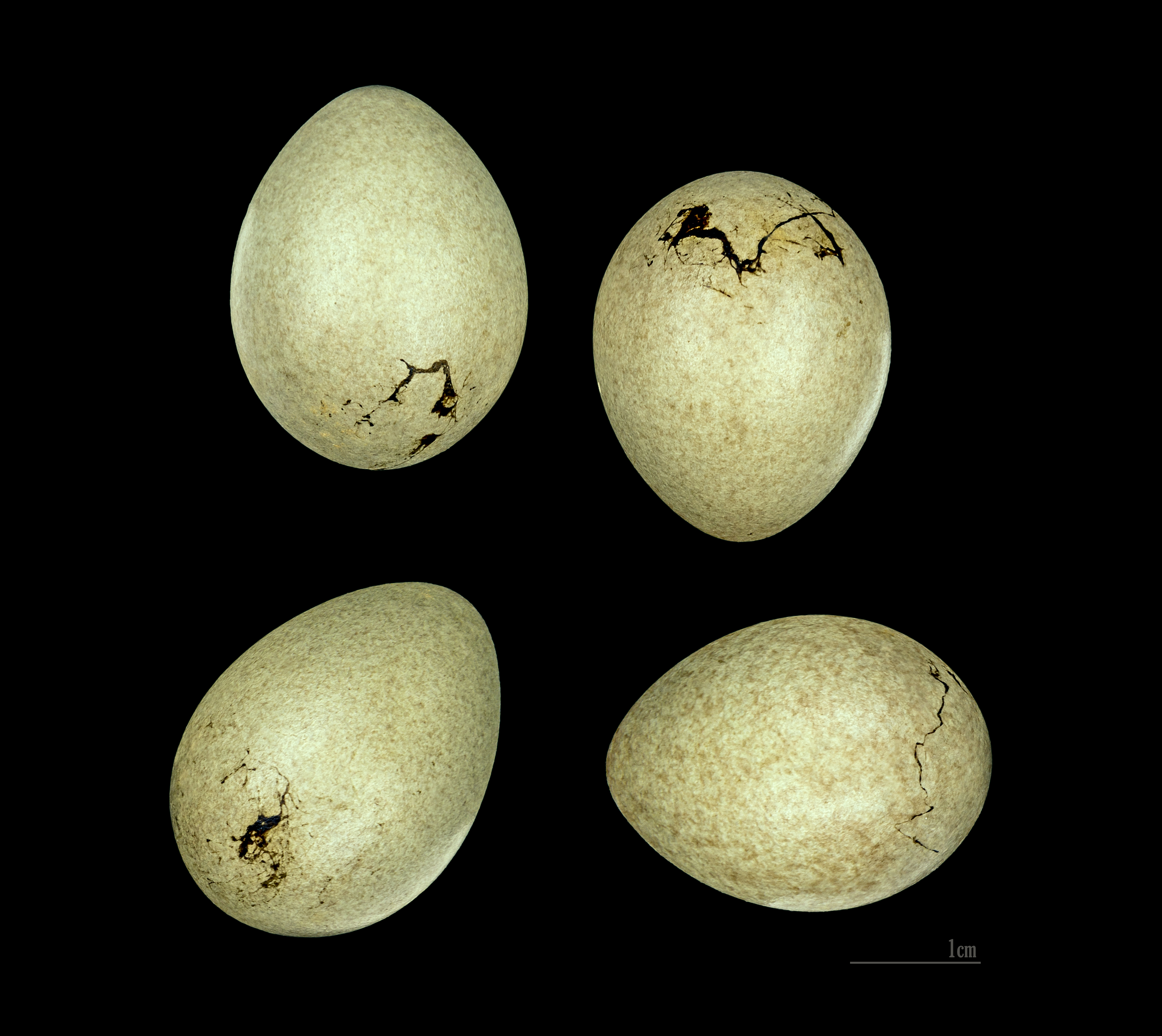
Garrulus glandarius MHNT

Os gaios-comuns são geralmente sedentários e solitários, à excepção do período de acasalamento, em que vivem temporariamente em grupo. O ninho é construído pelo casal, em fins de Abril ou princípios de Maio, geralmente em árvores, arbustos, árvores ocas ou caixotes-ninho que, em princípio, estariam destinados à coruja-do-mato.
O ninho encontra-se em geral a uma altura inferior a 5 metros e é constituído por palhas, pequenos ramos e raízes. A postura é de 3 a 6 ovos e o casal reveza-se no choco que dura 16-19 dias. As crias são alimentadas por ambos os pais e geralmente estão completamente cobertas de penas entre os 21 e os 23 dias de idade.

## Alimentação

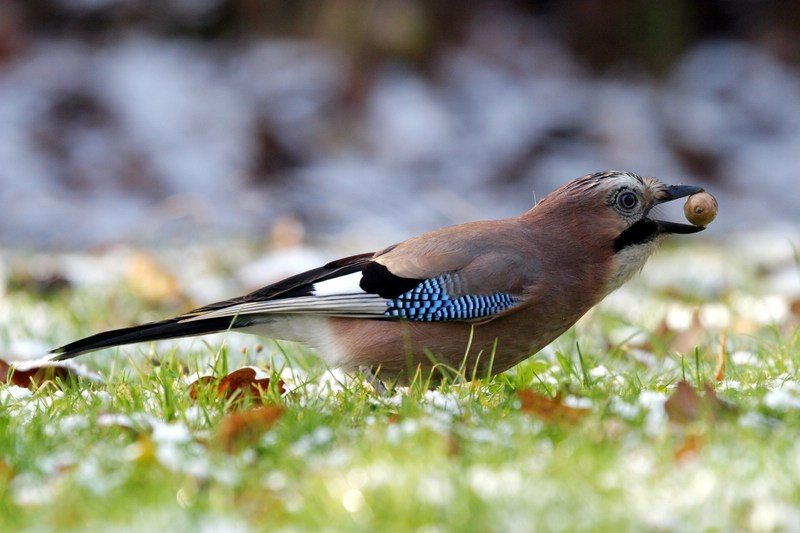
Gaio-comum pegando um alimento

O seu regime alimentar é omnívoro, comendo praticamente de tudo, variando consoante a estação do ano e a disponibilidade de alimento. Quando há bolotas em abundância, fazem uma reserva para o Inverno, escolhendo-as rigorosamente em função da sua maturidade, do seu tamanho, e da sua qualidade, evitando em particular as que estejam bichadas. As bolotas são enterradas no chão com o bico, e posteriormente tapadas. Também pode fazer reservas em fendas de rochas, buracos de árvores e outras cavidades, reservas essas que podem conter vários quilogramas de bolotas. Aquelas que eles não conseguem voltar a encontrar, germinam muitas vezes no ano seguinte, ajudando assim à disseminação das árvores das quais provêm. Estima-se que cada gaio possa dispersar um milhar de bolotas por ano.
Para além das bolotas, alimentam-se também de frutos de faias e de bagas de diferentes espécies. Na Primavera e Verão alimentam-se principalmente de insectos, atacando também ninhos de onde retiram os ovos ou os filhotes. Fazem ainda parte da sua alimentação lagartos, rãs, ratos e musaranhos.

## Inteligência
O gaio é, hoje, considerado um dos pássaros mais inteligentes do Mundo, sendo que de acordo com vários cientistas, que realizaram inúmeros testes, descobriram que facilmente podem ser domesticados e que podem integrar no seu dia a dia hábitos muito curiosos e interessantes. O seu canto é muito peculiar e ao mesmo tempo bastante parecido com o da pega-rabuda, um pássaro também da família Corvidae. O gaio é bastante apreciado pelos observadores da avifauna pois possui um padrão raro e que mais nenhum Corvidae tem.

## Galeria

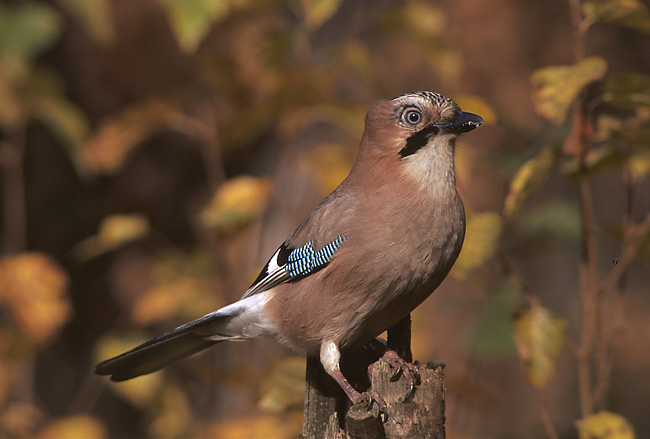
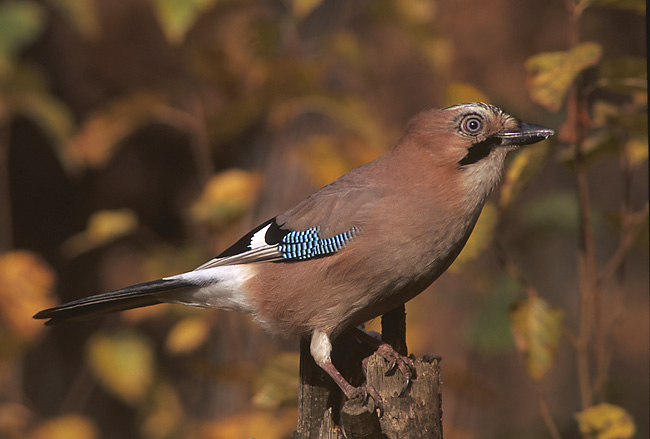
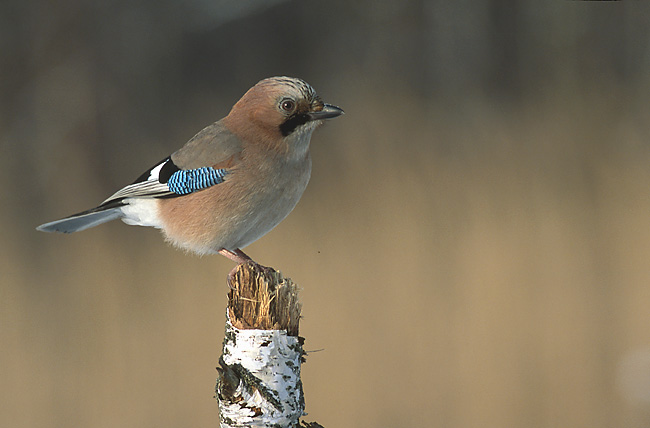
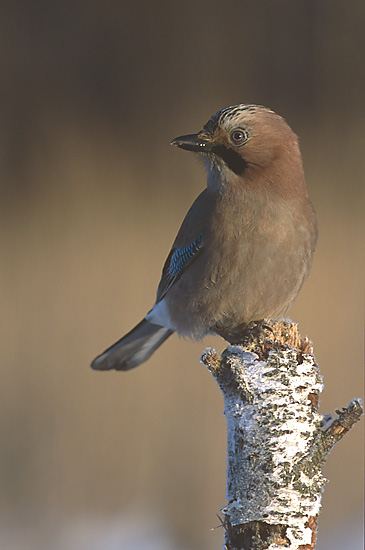
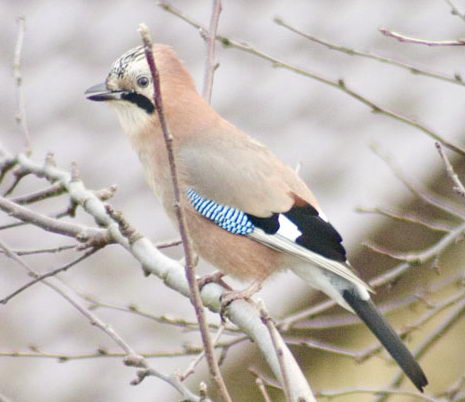
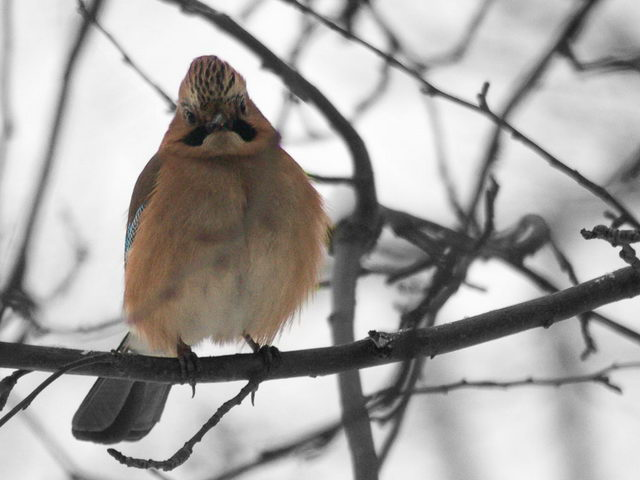
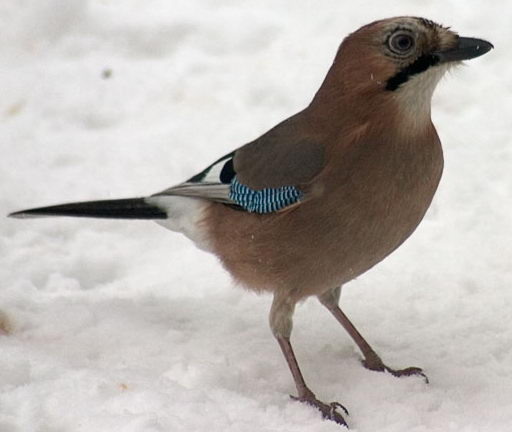
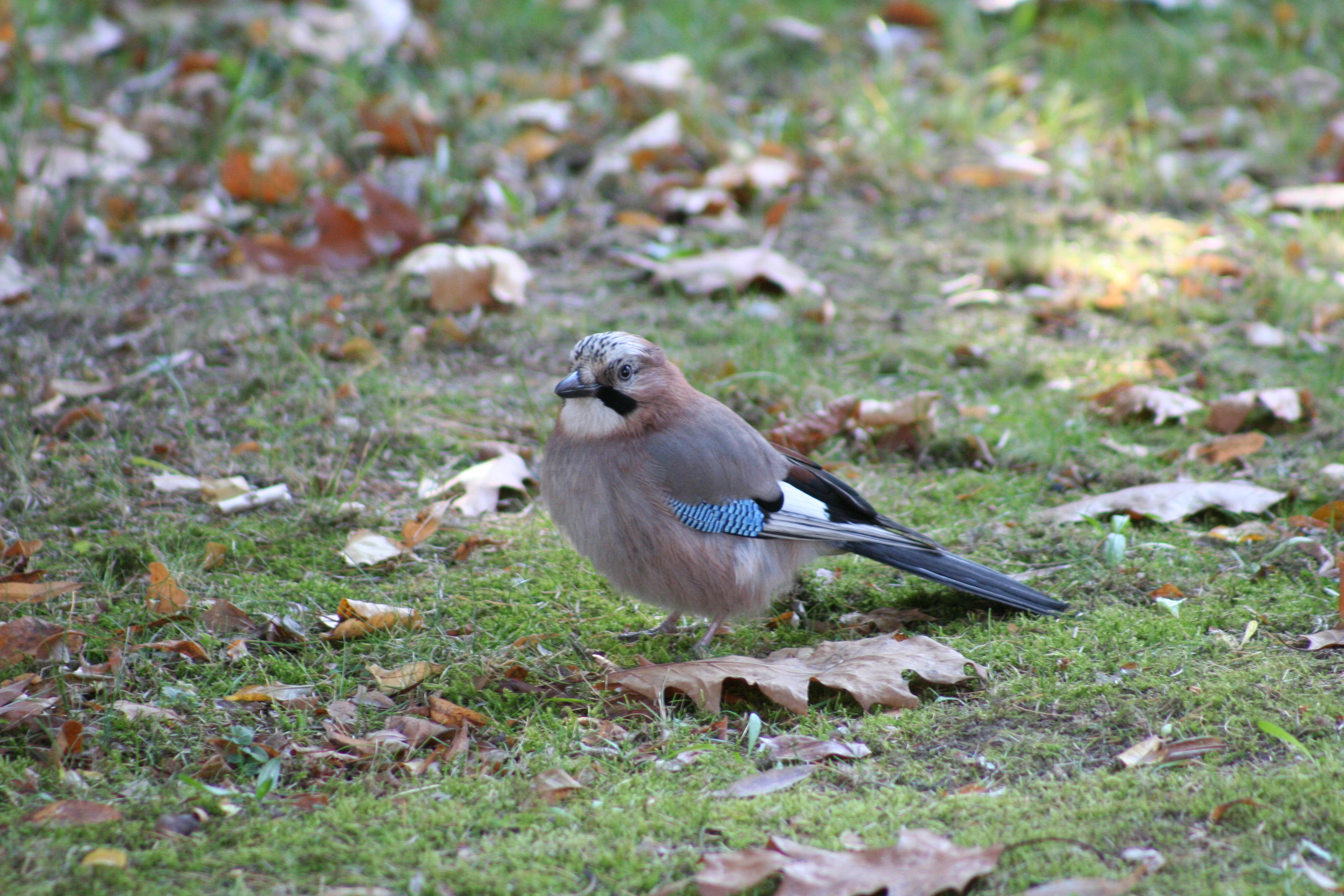

## Subespécies
| - G. glandarius glandarius - G. glandarius brandtii - G. glandarius rufitergum - G. glandarius hibernicus - G. glandarius lusitanicus - G. glandarius fasciatus - G. glandarius corsicanus - G. glandarius ichnusae - G. glandarius albipectus - G. glandarius jordansi - G. glandarius graecus - G. glandarius cretorum - G. glandarius ferdinandi - G. glandarius brandtii - G. glandarius bambergi | - G. glandarius kansuensis - G. glandarius krynicki - G. glandarius iphigenia - G. glandarius anatoliae - G. glandarius samios - G. glandarius atricapillus - G. glandarius cervicalis - G. glandarius whitakeri - G. glandarius minor - G. glandarius glaszneri - G. glandarius hyrcanus - G. glandarius japonicus - G. glandarius bispecularis - G. glandarius sinensis - G. glandarius leucotis |